# 金斯利 (堪薩斯州)
金斯利（英語：Kinsley）是一個位於美國堪薩斯州愛德華茲縣的城市。同時該地也是愛德華茲縣的縣治。

## 地方資料
金斯利的座標為37°55′20″N 99°24′42″W / 37.92222°N 99.41167°W，而該地的海拔高度為661米（即2469英尺）。根據2010年美國人口普查，該地共人口1456人，而該地的面積約為3.36平方千米。